# Pimelodus ortmanni
Pimelodus ortmanni és una espècie de peix de la família dels pimelòdids i de l'ordre dels siluriformes.

## Distribució geogràfica
Es troba a Sud-amèrica: conca del riu Paranà.